# Алединские
Алединские — дворянский род.
- Павел Михайлович Алединский (1729—1800) — переводчик. Сын переводчика коллегии иностранных дел; учился при Императорской Академии Наук и за знание немецкого и латинского языков, в 1742 г., был зачислен «в переводческий департамент». Пробыв несколько лет переводчиком при Академии Наук, перешел на службу в ведомство коллегии иностранных дел и из переводчиков назначен консулом в Гельзинер, 16 сентября 1759 г., а потом перешел на службу в коммерц-коллегию, где пробыл до конца 1780-х годов.
  - Александр Павлович Алединский (1775—1841) — генерал-лейтенант, воспитатель великого князя Николая Павловича (будущего императора Николая I). 26 сентября 1836 года пожалован дипломом на дворянское достоинство. Был женат на баронессе Анне Розине фон Дольст (1788—1841), дочери статского советника барона И. Б. Дольста; дети:
    - Павел (ум. 1875), генерал-лейтенант; во время Восточной войны командовал казачьей артиллерией действующей в Крыму армии.
    - Алединская, Ольга Александровна (1806—1873) — фрейлина великой княгини Елены Павловны, жена полковника А. Г. Демидова.
    - Алединская, Екатерина Александровна (1809—1828) — фрейлина великой княгини Елены Павловны, жена Павла Александровича Нащёкина (1798—1843).
    - Алединский, Николай Александрович (1813—1868), тайный советник.

  - Наталья Павловна Алединская (1778—1862) — жена генерала Н. И. Депрерадовича

## Описание герба
Щит полурассечён-пересечён. В первой, золотой части, выходящий с левого бока чёрный орёл, с червлёными глазами, клювом, языком и когтями, держащий лилию натурального цвета. Во второй, серебряной части, червлёная оленья голова влево. В третьей, лазоревой части, в серебряных латах рука, держащая такой же, с золотою рукоятью меч, влево.
Щит увенчан дворянскими шлемом и короною. Нашлемник: три серебряных страусовых пера. Намёт: справа — чёрный, с золотом, слева — червлёный, серебром. Герб Алединского внесён в Часть 11 Общего гербовника дворянских родов Всероссийской империи, стр. 95.